# إيزياه يونغ
إيزياه يونغ (بالإنجليزية: Isiah Young)‏ هو منافس ألعاب قوى أمريكي، ولد في 5 يناير 1990 في مانهاتن في الولايات المتحدة.

## وصلات خارجية
- إيزياه يونغ على موقع الاتحاد الدولي لألعاب القوى (الإنجليزية)
- إيزياه يونغ على موقع الدوري الماسي (الإنجليزية)
- إيزياه يونغ على موقع TFRRS.org (الإنجليزية)
- إيزياه يونغ على موقع اللجنة الأولمبية الدولية (الإنجليزية)
- إيزياه يونغ على موقع أوليمبيديا (الإنجليزية)
- إيزياه يونغ على موقع اللجنة الأولمبية والبارالمبية الأمريكية (الإنجليزية)